# Haruki Uemura
Haruki Uemura (Shimomashiki 14 februari 1951) is een Japans judoka. Uemura won in 1975 de wereldtitel in de open klasse. Een jaar later werd hij ook olympisch kampioen in de open klasse tijdens de Olympische Zomerspelen 1976. Tevens is hij tweevoudig winnaar van de Japans kampioenschap judo. Sinds 2009 is Uemura de president van de Kodokan, hij is in het bezit van de negende dan.

## Resultaten
- Wereldkampioenschappen judo 1973 in Lausanne  in de open klasse
- Wereldkampioenschappen judo 1975 in Wenen  in de open klasse
- Olympische Zomerspelen 1976 in Montreal  in de open klasse

1964: Anton Geesink (NED) ·
1972: Wim Ruska (NED) ·
1976: Haruki Uemura (JPN) ·
1980: Dietmar Lorenz (DDR) ·
1984: Yasuhiro Yamashita (JPN)
- Bibliotheek van het Japanse parlement: 00174162
- Virtual International Authority File: 254387432